# Імператор Кокен
Імператриця Ко́кен (яп. 孝謙天皇, こうけんてんのう, кокен тенно; 718 — 28 серпня 770) — 46-а імператриця Японії, синтоїстське божество, 6-а жінка на Імператорському престолі Японії. Роки правління: 19 серпня 749 — 7 вересня 758.

## Біографія
Донька імператора Сьому і імператриці Комьо (Фудзівара но Асукабе-хіме). Замолоду звалася принцеса Абе. 738 року після смерті її рідного брата принца Мороі оголошено спадкоємицею трона. 743 року танцювала госеті-но-маі на ґаґаку під час урочистого освячення храму Тодайдзі.
749 року її батька зрікся влади на користь принцеси Абе. Продовжилося протистояння клану Фудзівара та «імператорської партії» на чолі із Татібана но Морое.  За цим значний вплив набула її матір та Фудзівара но Накамаро. У 755 році вороги Татібана но Морое донесли імператриці, що той в п'яному вигляді нібито ображав Кокен. В результаті було висловлено думку, що Татібана готує заколот. Проте Кокен не дала ходу справі. Але Татібана но Морое вимушений був піти у відставку. З цього часу починається піднесення Фудзівара но Накамаро, якому допомогала колишня імператриця Комьо.
З 756 року, смерті колишнього імператора Сьому, відбувається приховане протистояння імператриці з Фудзівара. 757 року було викрито змову роду Татібана проти Фудзівара но Накамаро, внаслідок чого влада останнього ще більше посилилася. Скориставшись цим, імператриця позбавила статусу спадкоємця принца Фунадо но Окімі (його перед смертю призначив Сьому), а натомість зробила спадкоємцем принца Оі, сина принца Тонері, очільника «імператорської партії».  758 року Кокен під тиском Фудзівара зреклася влади на користь принца Оі (онука імператора Темму), що став відомий як імператор Дзюннінімператором Дзюнніном. 
Відставна імператриця Кокен стала коханкою буддійського ченця Докьо з клану Юге (факхівці з виготовлення луків), що тісні зв'язки з родом Мононобе. Вона  стала буддійською черницею. При цьому не відмовилася від політичних амбіцій. У липні 760 року помирає її мати, що стало приводом до поновлення боротьби з Фудзівара но Накамаро. 763 року її прихильник Кібі но Макібі отримав посаду в уряді.
У вересні 764 року Кокен фактично відсторонила Дзюнніна. Протистояння закінчилося збройним зіткненням, в якому Фудзівара но Накамаро зазнав поразки та загинув. За цим було повалено Дзюнніна та відправлено у заслання.
6 листопада 764 року успадкувала трон. 765 року пройшла церемонію інтронізації. Вона знову зійшла на трон під іменем Імператриця Сьо́току (яп. 称徳天皇, しょうとくてんのう, сьотоку тенно), 48-ї імператриці Японії. Роки правління: 6 листопада 764 — 28 серпня 770.
Найбільшої ваги в державі набуває чернець Докьо, що спочатку отримав посади великого державного міністра та майстра дзен, а 766 року — титул хоо (імператор-чернець). 
765 року стався великий голод, чим вирішив скористатися принц Ваке, праонук імператора Темму, який повстав проти Сьотоку. Після придушення повстання видала закон, який забороняв постійну приватну власність на оброблену землю, що призвело до надмірної меліорації землі, була заборонена будь-яка приватна власність на оброблену землю, за винятком храмів і святинь.
У 769 році став готуватися до захоплення влади. Для цього у дадзайфу було оголошено пророцтво з синтоїстського святилища Уса, що Докьо повинен зійти на трон. Водночас імператриця оголосила про план створити північну столицю Нісіно-кьо в Юге-дера, місті клана Юге.
Дії Докьо захопити владу було один із небагатьох зареєстрованих випадків, коли здійснено спробу покласти край імператорській династії. Смерть імператриці, ймовірно від віспи 770 року, і опір аристократії зруйнували його плани. Трон посів її двоюрідний брат принц Сіракабе, що знаний як імператор Конін.